# San Jaime (Palma de Mallorca)
San Jaime (en catalán Sant Jaume) es un barrio de la ciudad de Palma de Mallorca, Baleares, España.
Se encuentra delimitado por los barrios de Jaime III, La Misión, La Lonja, San Nicolás y Plaza de los Patines.
Alcanzaba en el año 2007 la cifra de 2.141 habitantes.